# Jahrbuch zur Liberalismus-Forschung
Das Jahrbuch zur Liberalismus-Forschung ist ein seit 1989 jährlich erscheinendes geschichts- bzw. politikwissenschaftliches Periodikum, das sich in interdisziplinärer Weise mit dem Liberalismus als Weltanschauung, politischer Strömung und seinen Organisationen auseinandersetzt.

## Leitbild
Das Jahrbuch zur Liberalismus-Forschung versteht sich – wie es im Vorwort zu Band 1 heißt – als „Plattform für die Publikation wissenschaftlicher Beiträge zu Geschichte und Theorie des Liberalismus. … Es steht allen offen, die sich auf wissenschaftlicher Grundlage mit dem Themenkreis Liberalismus auseinandersetzen. … liberalismuskritische Stimmen werden selbstverständlich nicht ausgeschlossen.“ Dieser programmatische Anspruch wurde nach dem Herausgeberwechsel von 2012 ausdrücklich bestätigt.

## Herausgeberinnen und Herausgeber
Das Jahrbuch wird im Auftrag der Friedrich-Naumann-Stiftung für die Freiheit derzeit (2024) von Eckart Conze, Dominik Geppert, Ewald Grothe, Wolther von Kieseritzky, Anne C. Nagel, Joachim Scholtyseck und Elke Seefried   herausgegeben und erscheint von Beginn an, d. h. seit 1989, im Nomos Verlag, Baden-Baden. Beim ersten Band waren Hans-Georg Fleck, Jürgen Frölich und Beate-Carola Padtberg die Herausgeber. Ab 1991 wurde der Herausgeberkreis mehrfach verändert und erweitert, u. a. trat Monika Faßbender hinzu. Umfassendere Veränderungen fanden 2012, 2017 und dann wieder 2022 statt.
| Jahre     | Herausgeberinnen und Herausgeber                                                                                        |
| --------- | --- |
| 1989–1990 | Hans-Georg Fleck, Jürgen Frölich, Beate-Carola Padtberg                                                                 |
| 1991–1997 | Hans-Georg Fleck, Jürgen Frölich, Beate-Carola Padtberg, Holger Scheerer                                                |
| 1998      | Hans-Georg Fleck, Jürgen Frölich, Beate-Carola Padtberg                                                                 |
| 1999–2001 | Birgit Bublies-Godau, Hans-Georg Fleck, Jürgen Frölich, Hans-Heinrich Jansen, Beate-Carola Padtberg                     |
| 2002–2010 | Birgit Bublies-Godau, Monika Faßbender, Hans-Georg Fleck, Jürgen Frölich, Hans-Heinrich Jansen, Beate-Carola Padtberg   |
| 2011      | Birgit Bublies-Godau, Hans-Georg Fleck, Jürgen Frölich, Hans-Heinrich Jansen, Beate-Carola Padtberg                     |
| 2012–2016 | Eckart Conze, Jürgen Frölich, Ewald Grothe, Joachim Scholtyseck, Erich Weede                                            |
| 2017–2021 | Eckart Conze, Jürgen Frölich, Dominik Geppert, Ewald Grothe, Joachim Scholtyseck, Elke Seefried                         |
| seit 2022 | Eckart Conze, Dominik Geppert, Ewald Grothe, Wolther von Kieseritzky, Anne C. Nagel, Joachim Scholtyseck, Elke Seefried |

## Redaktion, Autoren, Rezensionen, Bibliographie
Die Redaktion des Jahrbuchs liegt u. a. in den Händen von Mitarbeitern der Friedrich-Naumann-Stiftung für die Freiheit. Sitz der Redaktion ist das Archiv des Liberalismus am Standort Gummersbach.
Zu den Autoren zählten zunächst in erster Linie Mitglieder des früheren „Arbeitskreises Liberalismus-Forschung“, dem vor allem Stipendiaten der Naumann-Stiftung angehörten. Später wurde der Kreis auf Fachwissenschaftler im In- und Ausland ausgedehnt.
Der ausführliche Rezensionsteil des Jahrbuchs wurde 2009 ausgegliedert und in das Internet-Angebot des Archivs des Liberalismus der Friedrich-Naumann-Stiftung für die Freiheit integriert. Er ist seit 2010 auch auf der Rezensionsplattform Recensio.net abrufbar. Bis 2004 gab es im Jahrbuch eine international angelegte „Liberalismus-Bibliographie“. 

## Inhaltliche Schwerpunkte
Die Jahrbuch-Bände bestehen aus umfangreicheren Aufsätzen und kleineren Beiträgen (als Miszellen bezeichnet). Die Rubrik „Forum“ ist nicht in jeder Ausgabe vertreten. Von Ausnahmen abgesehen, erscheinen alle Beiträge in deutscher Sprache. 
Die Aufsätze zu einem Themenschwerpunkt resultieren zumeist aus den Vorträgen auf den jährlichen Liberalismus-Kolloquien des Archivs des Liberalismus.
Themenschwerpunkte waren seit 2003:
- 2024: Die Revolution von 1848/49 und der Liberalismus
- 2023: Walther Rathenau. Grenzgänger zwischen Kaiserreich und Republik
- 2022: Auf dem Weg zur liberalen Demokratie? Deutsches Kaiserreich, Nation und Europa
- 2021: Freiheit, Sicherheit und Deeskalation – Liberalismus und Kalter Krieg 1970–1990[8]
- 2020: Liberale und Verfassung[9]
- 2019: Liberalismus und Frieden[10]
- 2018: 200 Jahre Liberalismus im Rheinland
- 2017: Die Ära Genscher-Lambsdorff 1969–1992
- 2016: Liberale zwischen Ideal- und Realpolitik
- 2015: Deutscher Liberalismus und Bismarck
- 2014: Liberalismus und Erster Weltkrieg
- 2013: Liberalismus und Zivilcourage
- 2012: Liberale Erinnerungskultur
- 2011: 150 Jahre Friedrich Naumann
- 2010: Liberale Außenpolitik im 20. Jahrhundert
- 2009: Erinnerungsorte des Liberalismus
- 2008: Sechs Jahrzehnte Freie Demokratische (Bundes-)Partei
- 2007: Eugen Richter und der Liberalismus seiner Zeit
- 2006: Liberalismus und Kommune
- 2005: Liberale und Widerstand
- 2004: Risorgimento
- 2003: Biographie und historische Liberalismus-Forschung